# North Arcot
El Districte de North Arcot fou un districte de l'Índia que va existir sota domini britànic i, després de la independència, a l'estat de Tamil Nadu, fins al 30 de setembre de 1989 quan es va dividir en dos districtes: Tiruvannamalai-Sambuvarayar i North Arcot Ambedkar. Poc després aquestos van agafar el nom respectivament de Districte de Tiruvannamalai i de Districte de Vellore.
Sota domini britànic pertanyé a la presidència de Madras. El 1881 tenia una superfície de 17.893 km; i el 1901 de 19.129 km², dels quals 2.894 eren terres zamindar (administrades per zamindaris, posseïdors arrendataris) Va agafar el nom de la suba mogol musulmana d'Arcot (al nord del riu Palar) que originalment va formar el districte, mentre la resta de la suba al sud del riu formava el districte de South Arcot. El nom, originalment Arkat, derivaria del tamil aritkadu (sis boscos, ja que la tradició diu que al país hi havia sis grans zones boscoses o selvàtiques).

## Economia
Agrícola amb el 74% de la població dedicada a aquest ram. Les àrees més productives són a les talukes de Gudiyattam, Vellore, Chittoor, i Chandragiri i al zamindari de Karvetnagar. Productes no agrícoles són la fusta de la selva i altres productes com el bambú. Minerals i ha granit i una mica de coure al zamindari de Kalahasti. A l'estat de Pulicherla (amb administració separada) hi ha una mina d'or i altres mines al zamindari de Kangundi

## Geografia
Al nord hi ha les muntanyes Tirupati (del nom d'una vila al seu peu); a l'oest la plana de Mysore; al sud-oest la vall de Palar i les muntanyes Javadi que el separen del districte de South Arcot. Al sud i est el territori és pla i al nord-est hi ha les muntanyes Nagari amb el cim Nagari Nose de 875 metres. Les muntanyes més alta són el Avalapalle Drug (1.186 metres) al zamindari de Punganuru, el Carnatikgarh (968) a la taluka de Polur i el Kailasagarh (880) a la taluka de Yellore, els dos als Javadi. Els rius principals són el Palar (que corre cap a l'est i desaigua a l'oceà), el Cheyyar o Cheyair (neix als Javadi i desaigua al Palar, fora del districte) i el Poini (també afluent del Palar). Altres afluents menors són l'Ambur i el Gudiyatam; al centre-est del districte els rius Narayanavanam i Cortelliar (Kortalaydr) generalment secs.

### Organització administrativa (1881)
Estava subdividit en nou talukes i cinc grans zamindari in dels quals era jagir. El nombre de pobles en total era de 3.967, entre les quals 16 viles. La capital era Chittur o Chittoor.
Les nou talukes eren:
- Chandragiri
- Chittur (després Chitoor)
- Palmaner
- Gudiyattam
- Wallaja o Walajapet
- Arcot
- Vellore
- Polur
- Wandewash o Wandiwash

Els quatre grans zamindaris eren: Kalahasti (Calastri), Kangundi, Karvaitnagar o Karvetnagar, i Punganur o Punganuru
El jagir era Arni.

### Organització administrativa (1901)
Hi ha quatre subdivisions principals:
- Vellore
  - Talukes de Vellore, Gudiyattam i Arcot i el tahsil zamindari de Kangundi
- Ranipet
  - Talukes de Walajapet i Chandragiri i els tahsils zamindaris de Kalahasti, Puttur i Tiruttani (els dos darrers formen el zamindari unit de Karvetnagar)
- Arni
  - Talukes de Polur i Wandiwash i el jagir d'Arni
- Chittoor
  - Talukes de Chittoor i Palmaner i el tahsil zamindari de Punganuru

Cada taluka l'administra un tahsildar i cada tahsil zamindari un ajudant tahsildar. La taluka d'Arcot, a l'est del districte, tenia una superfície de 1.118 km² i una població de 176.878 el 1891 i de 180.564 el 1901. La capital, Arcot, tenia 10.734 habitants.
El districte està dividit en quinze talukes (taluka) dins de les quatre subdivisions:
- Walajapet
- Kalahasti
- Chandragiri
- Puttur
- Tiruttani
- Chittoor
- Punganuru
- Palmaner
- Vellore
- Gudiyattam
- Arcot
- Kangundi
- Arni
- Polur
- Wandiwash

Municipalitats: 
- Vellore (43.537 habitants)
- Gudiyattam (21.335 habitants)
- Tirupati (15.485 habitants)
- Walajapet (10.067 habitants)

La capital era Chittor que era la setena ciutat del districte per habitants. Gudiyattam i Ambur eren les ciutats amb més creixement degut a la presència de comerciants labbai. Arcot i Walajapet antics mercats, havien entrat en decadència per la manca de circuit comercial. Altres ciutats eren Kalahasti, Punganur, Polur, Arni, Ranipet, Arkonam, Chandragiri, Wandewash o Wandiwash i Palmaner.

### Demografia
- 1871, 2.015.278 habitants
- 1881, 1.817.814 habitants
- 1891, 2.114.487 habitants
- 1901, 2.207.712 habitants

Per religions i castes:
- Hindús 2.068.386 (94%)
  - Brahmans uns 50.000
  - Kshattriyas (guerrers), uns 25000
  - Chettis (comerciants), uns 30000
  - Vallalars (agricultors), uns 510.000
  - Idaiyars (ramaders) uns 125.000
  - Kammalars (artesans) uns 50.000
  - Kanakkan (escrivents) uns 20.000
  - Kaikalars (teixidors) uns 60.000
  - Vanniyans (obrers) uns 270.000
  - Vannans (netejadors) uns 30.000
  - Kushawans (terrissers), uns 18.000
  - Satanis (oficis diversos) uns 30.000
  - Shembadavans (pescadors) uns 26.000
  - Shanans (fusters i cadiraires) uns 25.000
  - Ambattans (barbers) uns 22.000
  - Pariahs (males) un 320.000
- Musulmans 103.088 (5%)
- Cristians 22.964 (1%)
- Jains 8.000

Per llengua:
- Tàmil, 56%
- Telugu 39%

Per tribus i castes:
tàmils
- Pallis, agricultors, 357.000
- Paraiyans, agricultors 193,000
- Vellalas, propietaris tàmils, 166.000
- Kanakkans, casta de comptables
- Mondis, captaires
- Panasavans, assistents a funerals i casaments

telugus
- Kapus, 149.000
- Malas, 144,000
- Balijas, 131.000
- Kammas, 124.000
- Gandlas, treballadors de l'oli
- Mutrachas, cultivadors i shikaris
- Jettis, lluitadors
- Jogis, joglars, captaires i criadors de porcs
- Panasas, captaires

musulmans
- Shaikhs
- Labbais (Labhays), comerciants d'origen tàmil

altres
- Banjara, tribu
- Lumbadi, tribu
- Sugah, tribu
- Dommera, tribu
- Irula, tribu de la selva i una part als pobles
- Yerikah, tribu
- Yanddis, tribu
- Malayalf, tribu

## Història
Els primers pobladors coneguts històricament foren els karamba que es creu que no tenien rei originalment però finalment en van elegir un de nom Komandu Karamba Prabhu, que va originar la dinastia Pallava. La seva primera capital fou Puralur després suplantada per Conjeveram. El districte va formar part del territori de Pallava (plural Pallaves) que van tenir capital la major part del temps a Conjeveram o Conjeeveram al districte de Chingleput. Van arribar al cim al segle vii però no van tardar a entrar en decadència suplantats pels Chola i els Konga.
Al segle VIII o IX, exterminats els karambes pels cola, el territori va passar als cola (coles) d'Uraiyur que va arribar fins al riu Godavari; va seguir la dinastia Rashtrakuta de Malked, per passar després al rei cola Rajaraja Deva de Tanjore; debilitats els cola per les lluites amb Telingana i Vijayanagar, els reis hindús d'aquest darrer es van acabar imposant. El regne de Vijayanagar fou derrotat i quasi eliminat pels sultanats musulmans el 1565 a la batalla de Talikot i el territori va passar als sultans de Bijapur i Golkonda encara que una línia local de reis de Vijayanagar es va mantenir a Chandragiri.
Venkaji, germanastre del gran cap maratha Sivaji, fundador de la dinastia de rages de Tanjore governava alguns jagirs al Carnàtic en feu del sultà de Bijapur, que aquest havia cedit al seu pare Shahji que els havia llegat a la seva mort el 1664. El 1676, Sivaji, que volia arrabassar els territoris al seu germanastre al considerar-se legítim hereu, va marxar contra ell i va entrar al Carnàtic pel pas de Kallur al que després fou el districte de North Arcot; va sotmetre les fortaleses de Vellore, Arni, i altres al districte i territoris veïns, Sivaji esdevingué amo de tots els territoris del seu germà. Les notícies que arribaven del nord el van obligar a marxar per anar en ajut del seu aliat el sultà de Golconda, administrador dels seus dominis al nord durant la seva estada al Carnàtic. Sivaji va deixar els seus territoris al Carnàtic sota administració d'un altra mig germà, Santaji, el qual fou progressivament eliminat de la zona per Venkaji. Finalment Sivaji va haver de reconèixer la possessió dels territoris al seu germà Venkaji a canvi de la meitat de les rendes.
El 1687 Aurangzeb va enviar al general Zulfikar Khan (o Zulfikar Ali Khan)a la zona que va passar a l'Imperi; el 1698 Zulfikar va conquerir Gingi. Zulfikar Khan fou nawab d'Arcot del 1687 al 1698 amb seu a Arcot, i en aquest darrer any fou nomenat nawab Daud Khan (1698-1710) en el govern del qual fou inclòs Gingi on de fet va residir a partir del 1703. El tercer nawab fou Muhammad Saadat-Allah Khan I (1710-1732) que va retornar a Arcot el 1712 i fou el primer que es va titular nawab del Carnàtic.
El següent nawab, Dost Ali (1732-1740), fou derrotat i mort pels marathes a la batalla del Pas de Damalcheruvu a la taluka de Chandragirie, els marathes sota Hoji Bhonsla van assolar el país; els marathes havien estat cridats pels pretendents a naik o nayak de Trichinopoly (Regne Nayak de Madura ) en revenja per l'annexió del seu estat. Els dos següents nawabs, Safdar Ali Khan (1740-1742) i Sa'adat-Allah Khan II (1742-1744) foren assassinats i el 1749 el nawab Anwar al-Din (1744-1749) fou derrotat i mort a Ambur, a 80 km a l'oest d'Arcot pel seu rival al càrrec Chanda Sahib (1749-1751), que tenia el suport de Muzafar Jang, nizam del Dècan i els francesos.
Durant la posterior guerra a la costa del Coromandel amb el nou nawab Chanda Sahib, Arcot fou capturada per Robert Clive a petició de Wala Jah Muhammad Ali (proclamat nawab, 1749-1795), fill d'Anwar al-Din, que estava sent assetjat per Chanda Sahib i els francesos a Trichinopoly. Clive va sortir de Madras el 25 d'agost de 1751 amb 200 soldats europeus i 300 nadius i el dia 20 va acampar a 15 km d'Arcot durant una tempesta; al saber l'arribada dels britànics una part de la guarnició de la ciutat va desertar i Clive va entrar a la ciutadella sense resistència.
Chanda Sahib va enviar 4000 homes amb 150 francesos sota comandament del seu fill Raja Sahib, amb ordes de recuperar la fortalesa. Raja Sahib va atacar el 23 de setembre; el setge va durar 50 dies. Llavors Clive va rebre ajut del maratha Morari Rao que fins aleshores era neutral i quan Raja Sahib ho va saber va conminar a Clive (que encara no ho sabia) a rendir-se; Clive va refusar; una oferta de diners que se li va fer fou refusada igualment. Raja Sahib va decidir assaltar Arcot (14 de novembre) però fou rebutjat al cap d'una hora i l'endemà es va retirar. Clive doncs va conservar la ciutat en una defensa brillant i la va entregar a l'aliat britànic Wala Jah Muhammad Ali.
Quan la guerra es va reprendre el 1757, Arcot va caure en mans dels francesos dirigit pel general francès Lally (1758), però Eyre Coote va aconseguir derrotar a Lally a Wandiwash el 1760, i tot seguit va poder recuperar cadascuna de les fortaleses ocupades pels enemics. El coronel Coote va assetjar Arcot i el va conquerir després de set dies de bombardeig, retornant-la a Wala Jah Muhammad Ali, l'aliat dels britànics.
Haidar Ali, el rei de Regne de Mysore, durant la seva invasió del Carnàtic el 1767 va assetjar Ambur. Però quan es va acostar un exèrcit d'ajut britànic dirigit pel coronel Smith, va aixecar el setge i es va retirar a Kaveripak. El 1780 va baixar altre cop els Ghats, va devastar Vellore i el territori proper i va assetjar Arcot. Quan va tenir notícia que un exèrcit britànic manat per Sir Hector Munro anava cap allí, va desistir de conquerir la ciutat, però va poder derrotar a un destacament anglès manat pel coronel Baillie, a Pollilore, prop de Palur a la taluka de Walajapet i llavors va tornar a reprendre el setge. Arcot es va rendir i Ambur també fou conquerida. Llavors Haidar Ali va assetjar Vellore i Wandiwash. Aquesta darrera fou valentament defensada pel tinent Flint i fou finalment alliberada per Sir Eyre Coote, que ara era comandant de Madras i va dirigir un exèrcit d'ajut. Coote tot seguit va marxar cap a Vellore i va ser interceptar per Haidar Ali a Sholinghur; l'acció no fou decisiva, i fins i tot probablement favorable a Haidar, però aquest va tenir masses baixes i Coote llavors va poder avançar fins a Vellore i portar subministraments per tres mesos. El 1782 Coote va ajudar altre cop a Wandiwash, a la qual Haidar Ali havia tornat a assetjar (deixant Vellore) i on Flint tornava a resistir amb èxit. La guerra va acabar el 1783 per un tractat i després el districte va quedar en pau. Arcot fou destruïda per Tipu Sultan, fill i successor de Haidar Ali, i abandonada.
El 1781 el nawab del Carnàtic Muhammad Ali va assignar els ingressos de la seva part del Carnàtic a la Companyia Britànica de les Índies Orientals que el 1792 va passar a administrar Arcot (incloent el districte de North Arcot) incorporat al territori de Bara-mahal i administrat conjuntament amb els estats occidentals de Venkatagiri, Saidapur, Kalahasti (Calastri) i Karvaitnagar. Després del següent nawab Umdut al-Umara (1795-1801), el seu successor Azim al-Dawlah (1801-1819) va cedir (1801) la part del Carnàtic administrada i la resta del Carnàtic a la Companyia, tot en plena sobirania, incloent la fortalesa d'Arcot i els estats feudataris o palayams de Naraganti, Kallur, Karkambadi, Krishnapuram, Tumba, Bungari, Pulicherla, Polur, Mogaral, Pakala, Gedragunta, i Gudipati; els nawabs van conservar el palau a Arcot (avui en ruïnes) i algunes terres a la vora d'Arcot i en altres llocs del Carnàtic. Llavors el territori al nord del riu Palar, junt amb els estats de Venkatagiri, Saidapur, Kalahasti (Calastri) i Karvaitnagar van formar la divisió North Arcot, dependent del col·lector de Kistnagiri. Onze dels dotze palayams (tots menys Gudipati) es van revoltar; els caps poligar o polegar (es donava als caps de bandes de lladres el nom de poligar, i polegar als prínceps dels palayams) també van causar alguns problemes; però el 1805 havien quedat reduïts i Polur, Mogaral, Pakala, i Gedragunta foren confiscats; els altres set estats rebels foren posats sota control d'un agregat.
El 1806 el coronel Gillespies va sufocar un motí de sipais a Vellore. El 1808 les talukes al sud del Palar es van afegir al districte, la taluka de Kistnagiri en fou separada i els estats de Venkatagiri i Saidapur transferits a Nellore. Des de llavors l'única alteració fou la incorporació de l'estat de Pangamir.
Quatre grans fams van afectar el districte entre 1801 i 1833 però després es va lliurar fins a la del 1866. En la gran fam del 1876-1877 es va reduir un 20% la població. Escassetat es va produir el 1891-1892, 1896-1897 i 1900-1901. El 2 de maig de 1872 el districte fou afectat per un cicló que va causar inundacions i milers de víctimes

## Llocs interessants
- Bapanattam (a la taluka Palmaner), grup de tombes de pedra, potser obra antigament de la casta dels Kurumba
- Ruïnes de Padavedu (taluka de Polur)
- Escultures a la roca fetes pels jainistes a Pancha Pandavamalai, Mamaxdur, i Tiruvattur (totesd a la taluka d'Arcot), a Tirulama (taluka Polur) i a Vallimalai (taluka Chittor).
- Temples hindús de Kalahasti, Padavedu, Sholinghur, Tirumala o Alt Tirupati, Tiruttani, Tiruchanur, Tiruvallam, Tiruvelangadu, Vallimalai, i Virinchipuram.
- Capella jainista d'Arungulam.